# خط طول 44° شرق
خط طول 44° شرق هو أحد خطوط الطول الجغرافية، والتي تمتد من القطب الشمالي الجغرافي إلى القطب الجنوبي الجغرافي، وحسب التحويل الزمني يتقدم خط طول 44° شرق عن خط غرينتش بساعتين و56 دقيقة.

## من القطب إلى القطب
ينطلق خط طول 44° شرق من القطب الشمالي نحو القطب الجنوبي مرورا بالمناطق التي ترد في الجدول التالي:
| الإحداثيات                         | البلد أو الإقليم أو البحر | ملاحظات |
| ---------------------------------- | ------------------------- | --- |
| 90°0′N 44°0′E / 90.000°N 44.000°E  | المحيط المتجمد الشمالي    | |
| 80°34′N 44°0′E / 80.567°N 44.000°E | بحر بارنتس                | |
| 68°33′N 44°0′E / 68.550°N 44.000°E | روسيا                     | شبه جزيرة كانين |
| 68°23′N 44°0′E / 68.383°N 44.000°E | البحر الأبيض              | |
| 67°34′N 44°0′E / 67.567°N 44.000°E | روسيا                     | شبه جزيرة كانين |
| 67°10′N 44°0′E / 67.167°N 44.000°E | البحر الأبيض              | Mezen Bay |
| 66°5′N 44°0′E / 66.083°N 44.000°E  | روسيا                     | Passing through نيجني نوفغورود                                                                                                  |
| 42°35′N 44°0′E / 42.583°N 44.000°E | South Ossetia or جورجيا   | South Ossetia is a الاعتراف الدولي بأبخازيا وأوسيتيا الجنوبية state. Most nations consider its territory to be part of Georgia. |
| 42°11′N 44°0′E / 42.183°N 44.000°E | جورجيا                    | |
| 41°10′N 44°0′E / 41.167°N 44.000°E | أرمينيا                   | |
| 40°1′N 44°0′E / 40.017°N 44.000°E  | تركيا                     | |
| 37°18′N 44°0′E / 37.300°N 44.000°E | العراق                    | |
| 29°44′N 44°0′E / 29.733°N 44.000°E | السعودية                  | |
| 17°22′N 44°0′E / 17.367°N 44.000°E | اليمن                     | |
| 12°36′N 44°0′E / 12.600°N 44.000°E | المحيط الهندي             | خليج عدن |
| 10°39′N 44°0′E / 10.650°N 44.000°E | الصومال                   | صوماليلاند |
| 9°0′N 44°0′E / 9.000°N 44.000°E    | إثيوبيا                   | |
| 4°57′N 44°0′E / 4.950°N 44.000°E   | الصومال                   | |
| 1°5′N 44°0′E / 1.083°N 44.000°E    | المحيط الهندي             | Passing between the islands of موهيلي and أنجوان, جزر القمر                                                                     |
| 17°21′S 44°0′E / 17.350°S 44.000°E | مدغشقر                    | |
| 17°44′S 44°0′E / 17.733°S 44.000°E | المحيط الهندي             | |
| 20°45′S 44°0′E / 20.750°S 44.000°E | مدغشقر                    | |
| 24°51′S 44°0′E / 24.850°S 44.000°E | المحيط الهندي             | |
| 60°0′S 44°0′E / 60.000°S 44.000°E  | المحيط الجنوبي            | |
| 68°2′S 44°0′E / 68.033°S 44.000°E  | القارة القطبية الجنوبية   | أرض الملكة مود, المطالب الإقليمية بالقارة القطبية الجنوبية by النرويج                                                           |